# Nacht van Staal
De Nacht van Staal was een politieke nacht met als onderwerp de Begroting van Oorlog van 1907. De nacht, van 20 op 21 december 1906, is vernoemd naar toenmalig minister van Oorlog Henri Staal.

## Begroting van Oorlog
De begroting van Oorlog voor 1907 bevatte een groot aantal bezuinigingen. Onder andere het zogenaamde 'blijvend gedeelte' (het deel van het leger dat in de winter onder de wapenen bleef) zou worden afgeschaft.

## Stemming
In de Tweede Kamer was de begroting op 21 december 1906 met 60 tegen 38 stemmen aangenomen, doordat minister Staal via twee toezeggingen alsnog voldoende steun van de rechterzijde had weten te krijgen om zijn begroting te 'redden'.

## Daarna
Hoewel in de Tweede Kamer de begroting wel was aangenomen, gebeurde dat in de Eerste Kamer niet. Daar wees 'rechts' (katholieken, christelijk-historischen en antirevolutionairen) de begroting unaniem af, waarbij ook de liberaal Samuel van Houten hun zijde koos. Wel verklaarden de diverse sprekers van 'rechts' dat zij niet het gehele kabinetsbeleid wensten af te keuren.